# Zaroes y Arfaxat

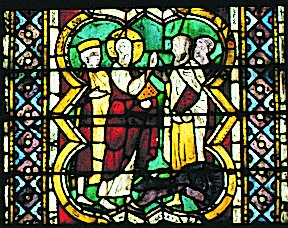
Vitral del que muestra a Zaroes y Arfaxat junto a Judas Tadeo y Simón el Zelote.

Zaroes y Arfaxat fueron dos magos y hechiceros que aparecen en varios textos apócrifos del siglo XIII. La Leyenda Dorada presenta a Zaroes y a Arfaxat como antagonistas de los discípulos de Jesús, enfrentándose contra ellos en varias ocasiones.

## Leyenda

### Etiopía
Después de Pentecostés, los doce discípulos marcharon a predicar el evangelio por todo el mundo conocido. San Mateo viajó hacia el sur, a Etiopía. Zaroes y Arfaxat eran los hechiceros de la región, siendo venerados incluso por el propio rey. Cuando llegó Mateo, el hijo del rey se encontraba gravemente enfermo, y el rey precisó de la ayuda de ambos magos. 
Zaroes y Arfaxat llegaron al castillo, y trataron de sanar al hijo del rey, sin resultado. Mientras tanto, san Mateo fue llevado ante el rey gracias al eunuco etíope que el apóstol Felipe había bautizado tiempo atrás. El eunuco pidió al rey permiso para que Mateo tratara de salvar a su hijo. Finalmente, el apóstol entró en la habitación y rezó para curar al niño, tomándolo de las manos. Al cabo de unos minutos, el heredero despertó, proclamando a san Mateo como un héroe, y humillando a Zaroes y Arfaxat.
Días después, el rey y toda su familia fue bautizada por san Mateo, y Zaroes y Arfaxat decidieron viajar hacia Persia, asentándose en la actual Armenia.

### Persia
Mientras el resto de apóstoles misionaban predicando el evangelio por todo el mundo, Judas Tadeo, que había coincidido con Simón el Zelote en el Monte Ararat, viajaban hacia el norte, dispuestos a convertir a la población armenia. Después de varios días caminando por las áridas tierras de la región, llegaron hasta un campamento militar donde se encontraba estacionada un pequeño ejército perteneciente a un rey persa local.
El general acogió a ambos apóstoles; ellos indicaron que no hacía falta que se quedaran allí, pues la guerra no iba a suceder. El general, perplejo ante tal afirmación, esperó a la llegada de dos extraños magos, los cuales eran Zaroes y Arfaxat. Éstos, por el contrario, sugerían que la guerra iba a tener lugar, y que ambos bandos terminarían sufriendo grandes pérdidas. El general no sabía que opción escoger; por ello, decidió esperar hasta el día siguiente, para comprobar quién tendría razón.
A la mañana siguiente, un mensajero del otro bando arribó al campamento. El general había acordado que el que tuviera razón saldría inmune; sin embargo el que estuviera equivocado sería llevado ante el rey, que escogería su destino. Al final, el mensaje que traía no era ninguna declaración de guerra, sino una rendición. 
Esa misma tarde, los cuatro hombres fueron llevados ante el rey, que decidió que Zaroes y Arfaxat fueran ejecutados por el verdugo. No obstante, Judas y Simón, que habían venido para traer un mensaje de paz y amor al prójimo y no de guerra ni destrucción, intervinieron pidiendo que les dejara marchar. Zaroes y Arfaxat marcharon del castillo, salvados de la pena de muerte.
No obstante, Judas Tadeo y Simón el Zelote se encontraron de nuevo con Zaroes y Arfaxat, esta vez en un templo pagano. En él, Zaroes y Arfaxat exigieron que se arrodillaran ante los dioses paganos. Judas y Simón se negaron, mientras que los dos hechiceros trataban de obligarles. Luego de finalizar con la disputa, las estatuas de los dioses empezaron a ser poseídas por el demonio, pero los dos apóstoles lograron expulsarlos, destruyendo ambas estatuas. Esto provocó la ira de los dos magos, que trataron de atacar a los discípulos de Jesús. Sin embargo, un ángel intervino en la sala, dispuesto a defender a Judas y a Simón. Acto seguido se desató una fuerte tormenta, y los dos magos fueron alcanzados por un rayo, que les desintegró por completo.

## En el arte
Las figuras de Zaroes y Arfaxat se representan en un vitral de la catedral de Reims, en una escena en la que aparecen enviando dos dragones (Pseudo-Abdías, libro 7, capítulo 3) que persiguen una víctima. Según una leyenda, el apóstol Mateo adormeció a los dragones primero, y luego les ordenó en el nombre del Espíritu Santo que se marchen pacíficamente sin herir a nadie.